# جون ألدن ديكس
جون ألدن ديكس هو سياسي أمريكي، ولد في 25 ديسمبر 1860 في غلينز فولز في الولايات المتحدة، وتوفي في 9 أبريل 1928 في نيويورك في الولايات المتحدة بسبب نوبة قلبية. نشط حزبياً في الحزب الديمقراطي. وقد انتخب حاكم نيويورك ‏ (1911 – 31 ديسمبر 1912).